# 和平教育
和平教育（Peace education）旨在教導人們與自己以及他人、自然環境和諧相處。和平教育者相信，唯有讓和平的價值觀在學習的過程中內化，特別是由孩童／青年人著手，讓他們體會到和平是好的東西，相信採取和平的手段更是一種積極而勇敢的選擇，進而有態度上的變化，最後才能產生行動上的改變 (Brock-Utne, 1996: 42）。
聯合國有許多聲明闡述了和平教育的重要性。聯合國秘書長潘基文將2013年國際和平日的主題定為「教育促進和平」（Education for Peace），以呼籲各國將教育訂為政府的第一要務，並於教育中教授解決與預防衝突的技能等。 松浦晃一郎（聯合國教科文組織前任總幹事）曾寫道，和平教育「對教科文組織和聯合國的使命至關重要」。越來越多和平的研究者（如：貝蒂·里爾頓、道格拉斯·羅奇）強調接受和平教育是人們的權利。和平教育能和人權教育互相搭配。